# Кубок Андорри з футболу 2005
Кубок Андорри з футболу 2005 — 13-й розіграш кубкового футбольного турніру в Андоррі. Переможцем втретє поспіль стала Санта-Колома.

## Календар
| Раунд        | Дата            | Матчі | Клуби   |
| ------------ | --------------- | ----- | ------- |
| Перший раунд | 16 січня 2005   | 4     | 16 → 12 |
| Другий раунд | 20 лютого 2005  | 4     | 12 → 8  |
| 1/4 фіналу   | 27 березня 2005 | 4     | 8 → 4   |
| 1/2 фіналу   | 8 травня 2005   | 2     | 4 → 2   |
| Фінал        | 22 травня 2005  | 1     | 2 → 1   |

## Перший раунд
| Команда 1                | Рахунок | Команда 2                      |
| ------------------------ | ------- | ------------------------------ |
| 16 січня 2005            |         |                                |
| Екстременья (2)          | 0:3     | Каса Естрелла дель Бенфіка (2) |
| Спортінг (Ескальдес) (2) | 0:2     | Санта-Колома II (2)            |
| Лузітанос II (2)         | 0:3     | Депортіво (Ла-Массана) (2)     |
| Енгордані (2)            | 2:0     | Принсіпат II (2)               |

## Другий раунд
| Команда 1                      | Рахунок | Команда 2                   |
| ------------------------------ | ------- | --------------------------- |
| 20 лютого 2005                 |         |                             |
| Санта-Колома II (2)            | 3:0     | Атлетік (Ескальдес)         |
| Каса Естрелла дель Бенфіка (2) | 0:6     | Лузітанос                   |
| Депортіво (Ла-Массана) (2)     | 0:2     | Енкамп                      |
| Енгордані (2)                  | 0:3     | Інтер (Ескальдес-Енгордань) |

## 1/4 фіналу
| Команда 1                   | Рахунок | Команда 2    |
| --------------------------- | ------- | ------------ |
| 27 березня 2005             |         |              |
| Інтер (Ескальдес-Енгордань) | 0:4     | Ранжерс      |
| Лузітанос                   | 1:7     | Санта-Колома |
| Енкамп                      | 0:4     | Сан-Жулія    |
| Санта-Колома II (2)         | 0:1     | Принсіпат    |

## 1/2 фіналу
| Команда 1     | Рахунок      | Команда 2 |
| ------------- | ------------ | --------- |
| 8 травня 2005 |              |           |
| Сан-Жулія     | 3:3 пен. 3:2 | Ранжерс   |
| Санта-Колома  | 1:0          | Принсіпат |

## Фінал
| 22 травня 2005 |

| Сан-Жулія | 1:2 | Санта-Колома           |
| --------- | --- | ---------------------- |
| Роч 90'   |     | Айяла 14' Імбернон 71' |

| Комуналь д'Айшовалль, Айшоваль |